# Touré (écrivain)
Pour les articles homonymes, voir Touré.
Touré, né le 20 mars 1971, est un écrivain, journaliste de presse et personnalité de télévision américain.
Il est l'auteur du recueil de nouvelles The Portable Promised Land paru en 2003, d'un roman, Soul City, paru en 2004, et de Never Drank the Kool-Aid paru en 2006, compilation de ses articles et critiques parus entre 1994 et 2005 dans Rolling Stone, The New Yorker, The New York Times, Village Voice, The Believer, Playboy, Tennis, la liste n'étant pas exhaustive.
Il est l'auteur de Who's Afraid of Post-Blackness? paru en 2011.
Il participe à l'émission The Dylan Ratigan Show sur la chaîne d'information en continu MSNBC. Il anime les émissions Hiphop Shop et On The Record sur Fuse.

## Sources
- (en) Cet article est partiellement ou en totalité issu de l’article de Wikipédia en anglais intitulé « Touré » (voir la liste des auteurs).